# Eberhardt Killguss
Eberhardt Killguss (* 1938 in Beckingen als Eberhardt Koch) ist ein deutscher Bildhauer.

## Leben
Nach dem Besuch der Volksschule in Beckingen begann Eberhardt Killguss 1952 eine Ausbildung zum Keramiker im Keramikwerk von Villeroy & Boch in Merzig, die er aber 1954 abbrach. Noch im gleichen Jahr begann er ein Studium der Bildhauerei an Staatliche Schule für Kunst und Handwerk in Saarbrücken (heute Hochschule der Bildenden Künste Saar) bei Oskar Holweck und Theo Siegle, wechselte dann 1957 an die Kunstakademie Antwerpen, wo er bei Henri Puvrez, Mark Macken, Olivier Strebelle studierte und 1963 mit einem Diplom abschloss. Seit 1964 ist er als freischaffender Bildhauer in seiner Heimatstadt tätig. Von 1968 bis 1973 arbeitete er gemeinsam mit  Victor Fontaine im „Atelier für Gestaltung“.

## Werke im öffentlichen Raum (Auswahl)
Bekannt wurde Killguss vor allem für seine Werke im öffentlichen Raum, darunter Fassadengestaltungen, Plastiken und Brunnen, die er insbesondere im Saarland schuf:

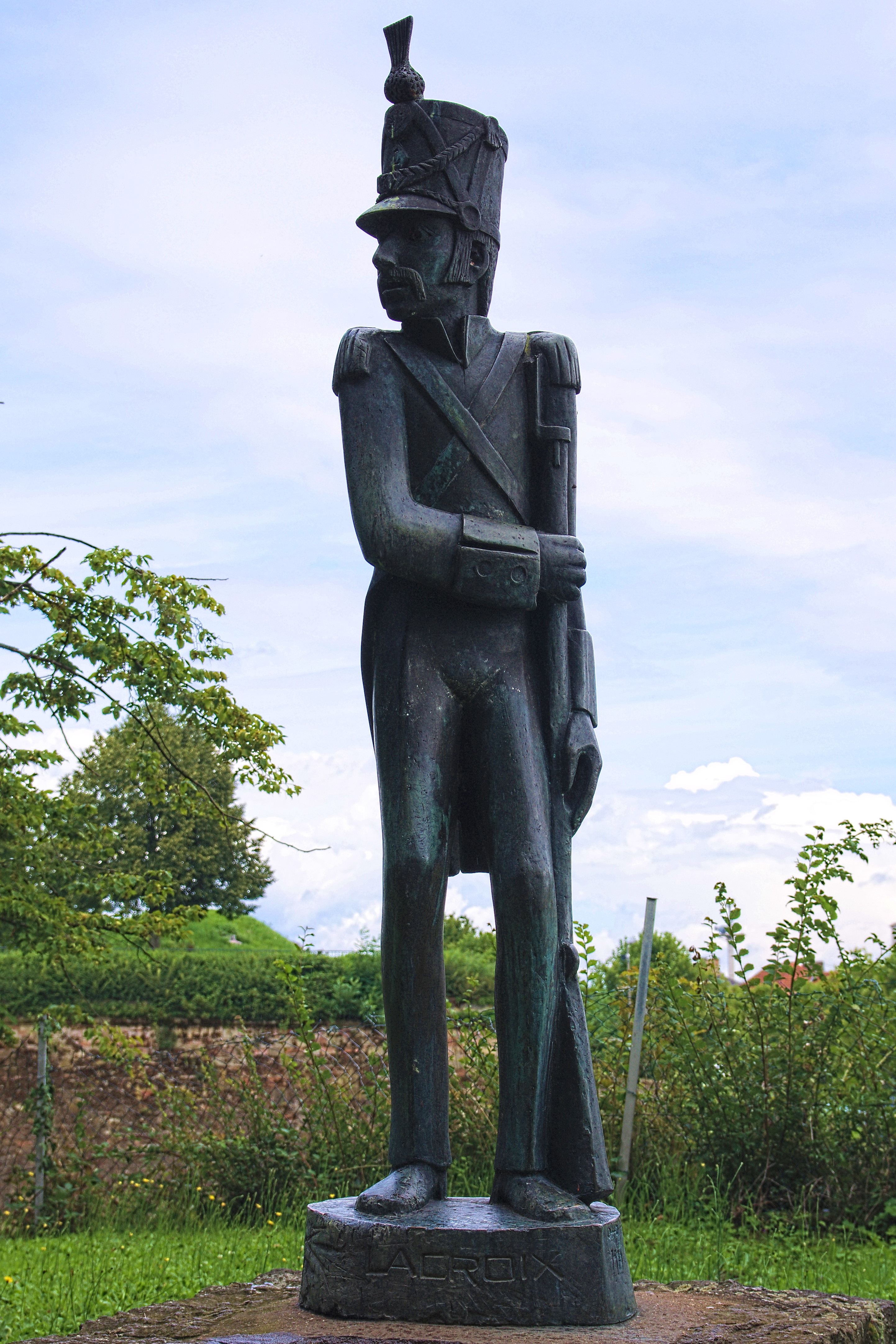
Plastik Lacroix auf der Vaubaninsel, Saarlouis (mit Victor Fontaine)

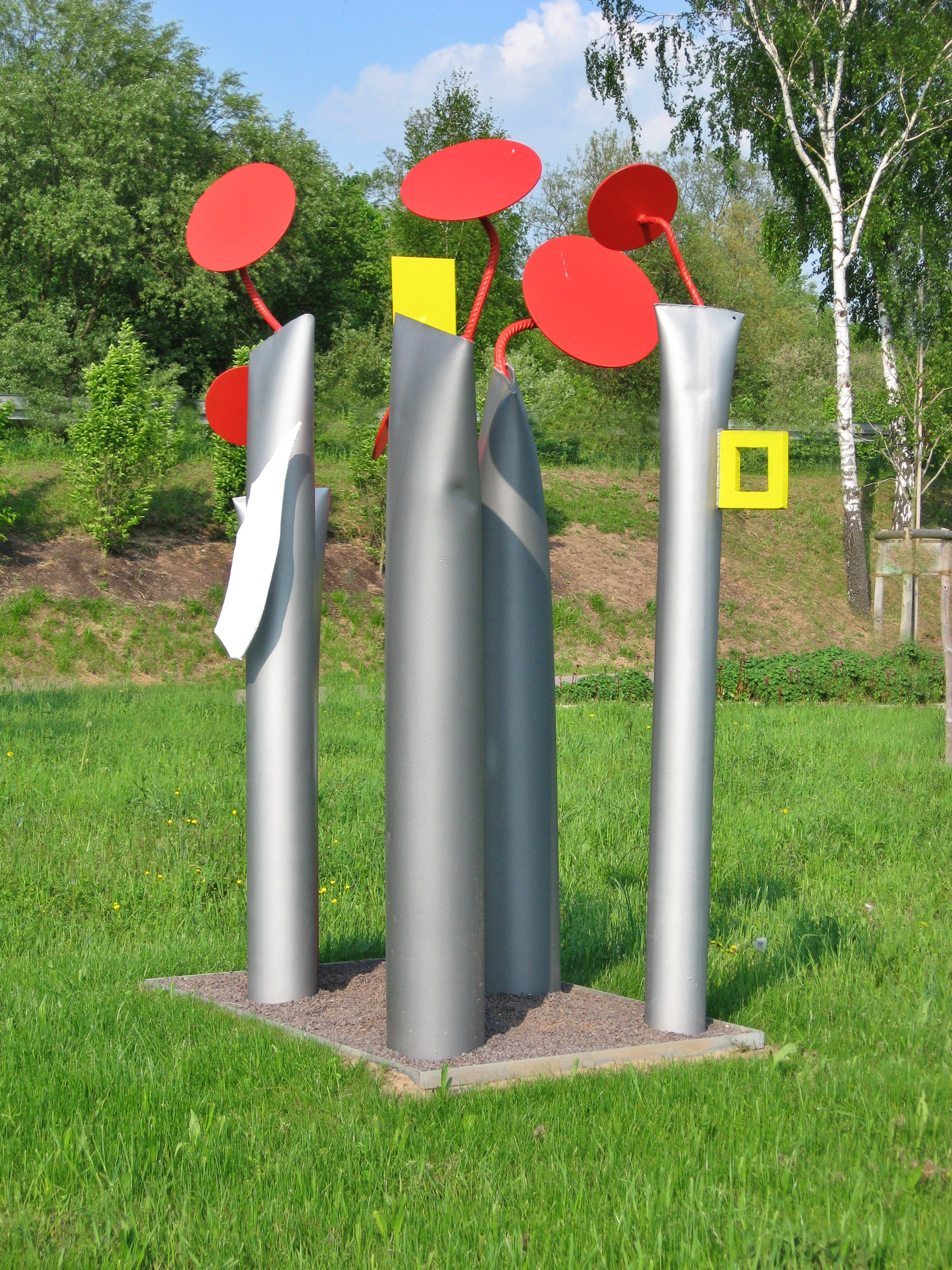
Plastik im Saargarten Beckingen

- 1970er Jahre: Wandgestaltung der Saar Bank, Dillingen/Saar
- 1971: Ford-Hochhaus, Plastik, Stelenfeld, Saarlouis (mit Victor Fontaine)
- 1971: Haus der Datenverarbeitung, Fassadengestaltung, Saarbrücken
- 1973: Neues Rathaus, "Kleiner Ritter", Plastik, Dillingen
- 1973: Stadtbücherei, drei Objekte für Kinder, Dillingen
- 1973: Lacroix, Plastik, Vaubaninsel, Saarlouis (mit Victor Fontaine)
- 1973: Neues Rathaus, Eingangstür, Dillingen/Saar
- 1973/74: Neues Rathaus, Landschaftsskulptur, Dillingen/Saar
- 1974/1980: Rathaus, Skulptur, Beckingen
- 1973/2006: Friedhof, Einsegnungshalle, Kriegerdenkmal, Wadern-Nunkirchen
- 1976: Finanzamt, Wandgestaltung, Saarlouis
- 1982: Finanzamt, Objekt und Bodengestaltung, Merzig
- 1982: Schwimmbad, Wandgestaltung, Beckingen (mit Victor Fontaine)
- 1982: Friedrich-Bernhard-Karcher-Schule, Wandgestaltung, Beckingen (mit Victor Fontaine)
- 1983: Amtsgericht, "Die Frau an seiner Seite", zwei Plastiken
- 1984: Kaufmännisches Berufsbildungszentrum, Plastik und Bodengestaltung, Merzig
- 1984: Justizvollzugsanstalt, Plastik, Saarbrücken
- 1985: Deutsch-Französisches Internat, Stelenhügel, Saarbrücken
- 1986: Neues Rathaus, Wandgestaltung und Fenster, Merzig
- 1986: Louis-Braille-Schule, Brunnen, Lebach
- 1987: Landratsamt, eine Plastik und zwei Skulpturen, Merzig
- 1986: Schloßberghalle, Eingangsportal, Windfang, Wadern-Büschfeld (mit Herbert Cavelius)
- 1986: Grünanlage der SHG-Kliniken, Mahnmal, Merzig
- um 1990: DRK-Krankenhaus, Brunnenplastik, Saarlouis
- 1991: Kaufhaus Pieper, Brunnen, Saarlouis (2008 entfernt)
- 1993/94: Gesamtschule, Raumgestaltung, vierteilig, Mettlach-Orscholz
- 1996/98: Sparkasse, "Menschen im grünen Kreis", Skulptur, Merzig-Wadern
- 1998: Gustav-Regler-Zentrum, Katterwahn, Plastik, Merzig
- 2000: Altes Schloss, Stelenfeld, Dillingen
- 2003/06: Big Eppel-Kulturzentrum, Plastik, Eppelborn
- 2003: Verkehrskreisel Nikolausstraße, Sofies Mädchen, Plastik, Beckingen
- 2006: Haus der Wirtschaft, Plastik, Saarbrücken
- 2008: SaarGarten, Kommunikation, Plastik, Beckingen
- 2008: Kirchplatz, Brunnen, Dillingen-Pachten
- 2010: Museum Schloss Fellenberg, Plastik, Merzig

## Ausstellungen
- 1959: 5. Internationale Biennale für Bildhauerkunst Middelheim, Antwerpen[1]
- 1961: 6. Internationale Biennale für Bildhauerkunst Middelheim, Antwerpen[1]

## Auszeichnungen
- Bildhauerpreis der Stadt Antwerpen[1]